# خط هارلم
خط هارلم (انگلیسی: Harlem Line) یکی از خط‌های مترو-راه‌آهن شمال در ایالت نیویورک، آمریکا است.
این خط دارای ۳۸ ایستگاه و ۱۳۲ کیلومتر طول است و در شهر نیویورک و شهرستان‌های وستچستر، پوتنام و داچس ایستگاه دارد.

## نگارخانه

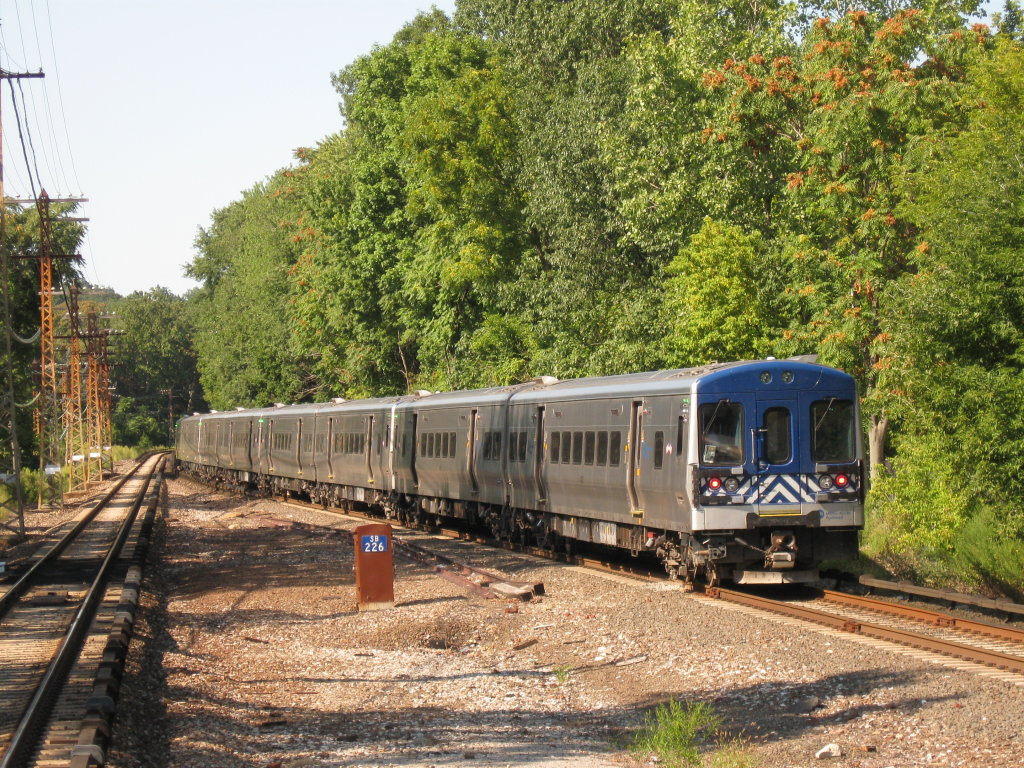
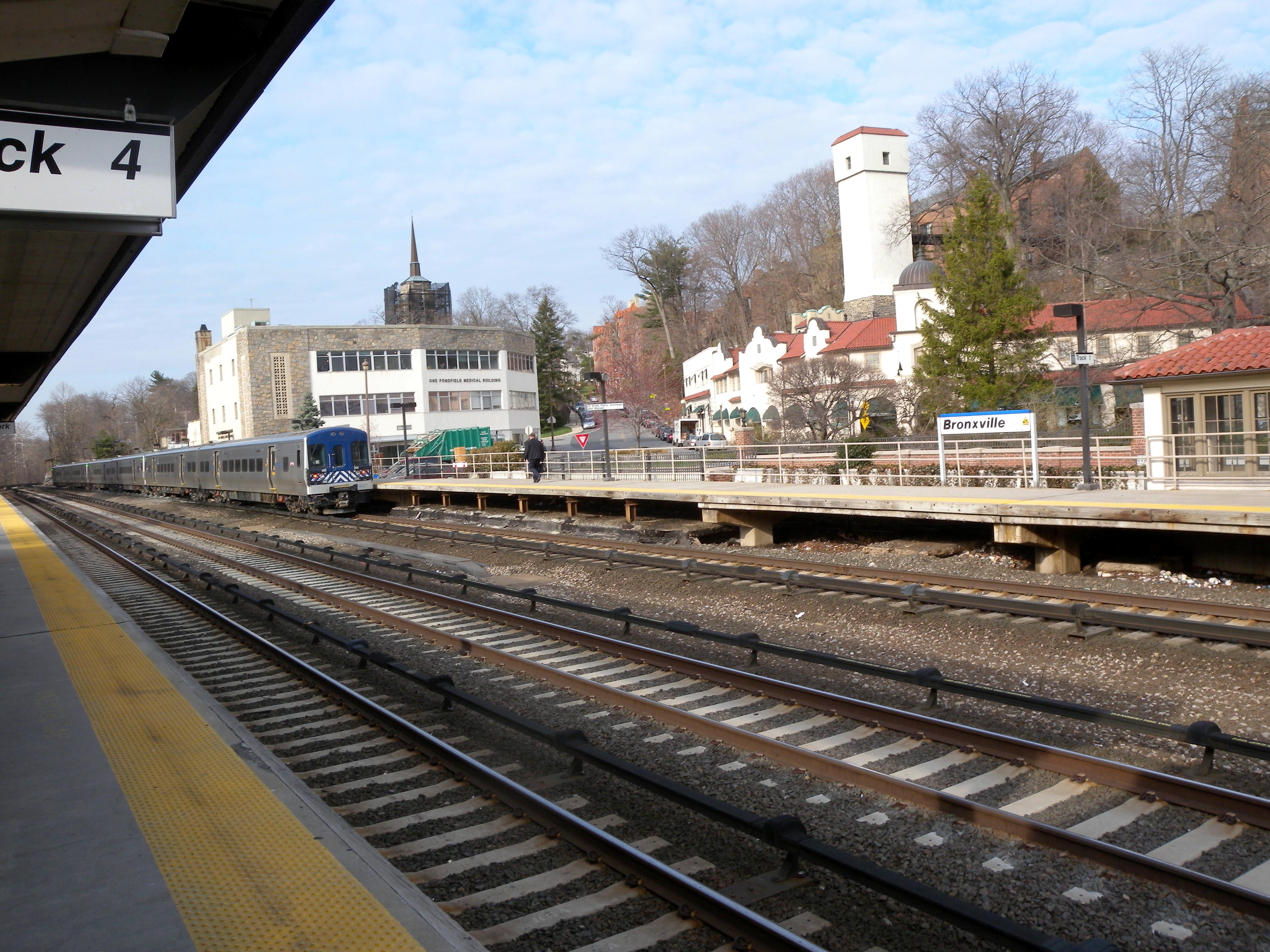
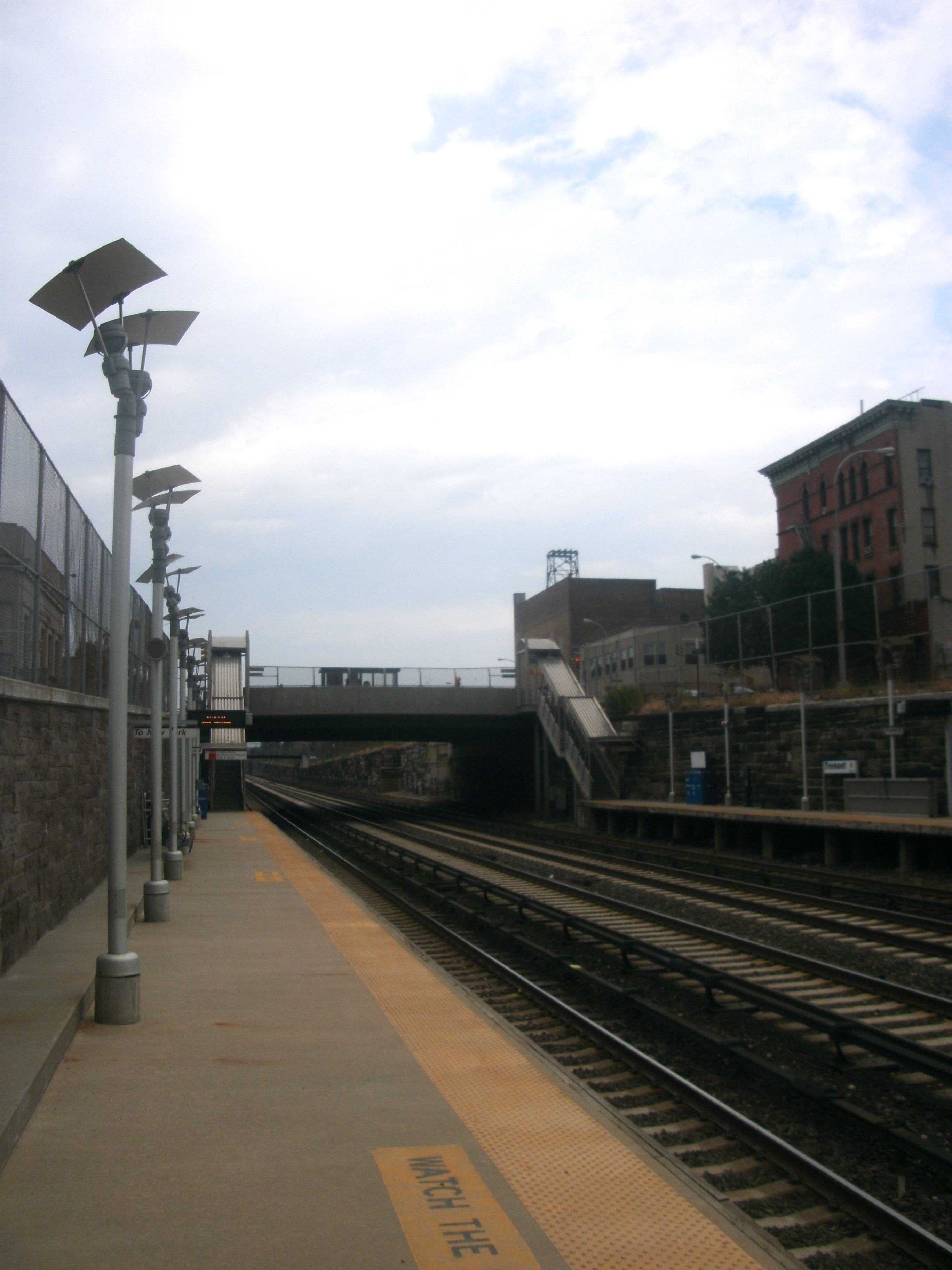
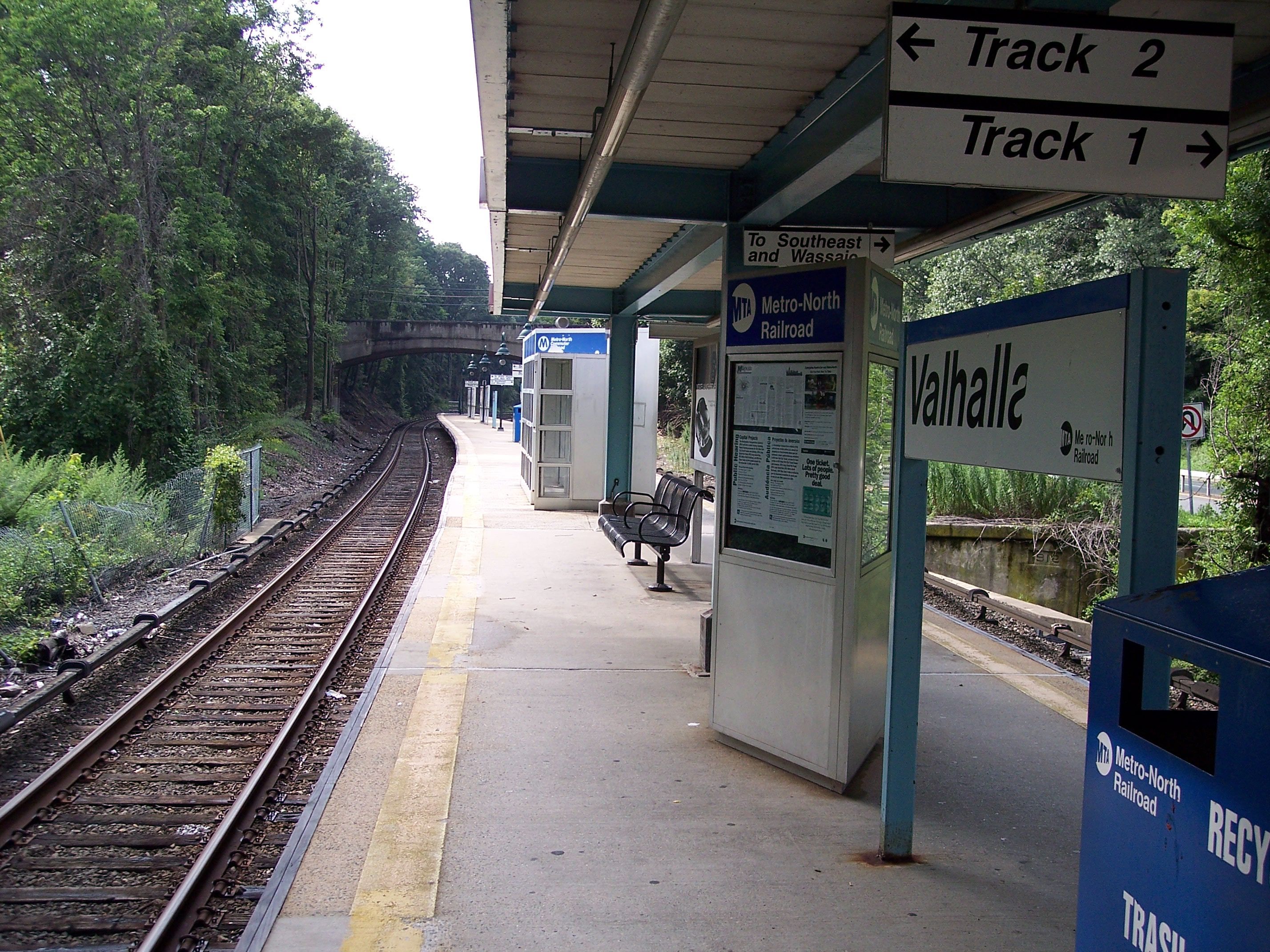